# Santiago Guadalupe
Santiago Guadalupe är en ort i Mexiko.   Den ligger i kommunen San Juan Bautista Tlachichilco och delstaten Oaxaca, i den sydöstra delen av landet, 220 km söder om huvudstaden Mexico City. Santiago Guadalupe ligger 1 217 meter över havet och antalet invånare är 299.
Terrängen runt Santiago Guadalupe är huvudsakligen kuperad. Santiago Guadalupe ligger nere i en dal. Runt Santiago Guadalupe är det glesbefolkat, med 12 invånare per kvadratkilometer. Närmaste större samhälle är La Luz de Juárez, 4,0 km sydväst om Santiago Guadalupe. I omgivningarna runt Santiago Guadalupe växer huvudsakligen savannskog.